# Дризмбиоти, Андигони
Андигони Дризмбиоти (греч. Αντιγόνη Ντρισμπιώτη; род. 21 марта 1984, Кардица) — греческая легкоатлетка. В 2022 году стала двукратной чемпионкой Европы по спортивной ходьбе на дистанциях 20 и 35 км. Бронзовый призёр чемпионата мира 2023 года. 

## Биография
Родилась 21 марта 1984 года в Кардице.
В 2002 году окончила среднюю школу в Кардице.
Получила диплом факультета физического воспитания и спорта Университета Фессалии в Трикале.
Представляла Грецию на летних Олимпийских играх в Токио (2021) и в Рио (2016).
Завоевала золото в спортивной ходьбе на 35 км на чемпионате Европы по лёгкой атлетике 2022 года в Мюнхене, а затем там же золото в спортивной ходьбе на 20 км.
В 2023 году на чемпионате мира по лёгкой атлетике, который состоялся в Будапеште, греческая спортсменка, в спортивной ходьбе на 35 километров с результатом 2:43:22 стала бронзовой медалисткой чемпионата мира. 

## Личная жизнь
Замужем. Живёт в Кардице.